# أحلام مسروقة (فلم)
أحلام مسروقة هو فيلم تلفزيوني مصري أُنتج عام 1999.

## قصة الفيلم
عائلة سعيدة مكونة من الطبيب الجراح شاكر (فاروق الفيشاوي)، والباحثة في مركز البحوث هالة (سلوى خطاب)، وابنهما أيمن. لكن الحزن يخيم على العائلة بعد تعرض المدرسة التي يدرس فيها أيمن لهجوم إرهابي يؤدي لمقتل أيمن، وإصابة الشخص المتهم بالتفجير، والذي يُنقل لنفس المستشفى التي يعمل فيها الدكتور شاكر.
يقرر الدكتور شاكر قتل الشخص المتهم بالتفجير، لكنه يتراجع عن ذلك، ومع ذلك تراوده الفكرة بالانتقام. في المقابل تقرر هالة البحث عن أسباب الإرهاب، وتلتقي بأم فوزي (سميرة محسن)، أم الشخص المتهم بالتفجير، ثم تذهب لزيارتها، وتكتشف أنها تعيش في منطقة عشوائية، وتطلع على مشاكلها، مثل البطالة، وتلتقي بالصحفي ممدوح الولي الذي يطلعها عن سبب نشوء المناطق العشوائية.

## إنتاج الفيلم
بعد الانتهاء من تصوير الفيلم، احتج مؤلفه محمد الرفاعي على قيام المخرج محمد كامل القليوبي بتعديل السيناريو دون إذنه، فظهر الفيلم في النهاية بدون اسم المؤلف.